# Анелли, Анджело
Анджело Анелли (итал. Angelo Anelli; 1 ноября 1761, Дезенцано-дель-Гарда — 9 апреля 1820, Павия) — итальянский либреттист.

## Биография
Изучал литературу и право в Падуанском университете. Занимал небольшие политические должности в Цизальпинской республике, в 1808—1817 годах был профессором риторики в Миланском университете, затем по политическим причинам был вынужден перебраться в Павию.
Известен преимущественно своим сотрудничеством с миланским оперным театром Ла Скала в 1792—1817 годах в качестве либреттиста (впрочем, он дебютировал ещё в 1784 году, сочинив либретто для оперы Доменико Чимарозы «Два подложных графа», итал. I due supposti conti). Перу Анелли принадлежит около 40 либретто, преимущественно для комических опер, музыку к которым писали такие композиторы, как Фердинандо Паэр, Бонифацио Азиоли, Николо Дзингарелли, Джованни Пачини, Карло Кочча; Симон Майр помимо двух опер написал на тексты Анелли и две кантаты (все в 1807 году). Наибольшей известности достигли две работы Анелли: «Итальянка в Алжире» (1808), написанная для Луиджи Моска, но пятью годами позже использованная также Джоакино Россини, и «Сэр Маркантонио» (1810), в переработанном виде использованное позднее для либретто оперы Гаэтано Доницетти «Дон Паскуале».
Анелли принадлежат также несколько сочинений в стихах и в прозе, в том числе поэма в терцинах «Торжество милосердия» (итал. Il trionfo della clemenza) на вступление императора Франца Австрийского в Милан (1816).